# Очумелов
«Очуме́лов» — анимационный фильм Алексея Дёмина по мотивам рассказа Антона Павловича Чехова «Хамелеон». Фильм снят в 2009 году на студии «Анимос» в рамках проекта «Русская классика — детям».
Возрастные ограничения: 12+.

## История создания
Приступая к работе над фильмом «Очумелов», режиссёр пересмотрел ленту «Эти разные, разные, разные лица…» (1971), поставленную по мотивам произведений Чехова. Все роли в картине играл Игорь Ильинский.
Далее последовало знакомство с вдовой актёра Татьяной Еремеевой, которая разрешила использовать «голос» своего мужа в анимационном кино. В Госфильмофонде Дёмин нашёл три записи «Хамелеона» в исполнении Ильинского — 1948, 1949 и 1962 годов.
Благодаря архиву в фильме «Очумелов» всех героев озвучивает Игорь Ильинский.

## Содержание
Действие разворачивается в провинциальном городке, по которому вальяжно прогуливается надзиратель Очумелов. Внезапно он останавливается, увидев на площади толпу. В центре сидит перепуганная собачонка. Тут же, подняв вверх большой палец, стоит золотых дел мастер Хрюкин и жалуется всем и каждому, что собачка его укусила.
Первая реакция Очумелова — возмущение. Он требует, чтобы городовой Елдырин немедленно «истребил собаку», на что тот с готовностью соглашается. Однако реплика из толпы «Кажись, это генерала Жигалова собачонка» моментально меняет настроение Очумелова. Теперь его негодование обращено к Хрюкину: «Одного я не понимаю, как она могла тебя укусить?»
Так на протяжении всего «расследования» судьба собачки постоянно висит на волоске. Когда в итоге выясняется, что принадлежит она не генералу, а его брату, Очумелов изображает прилив умиления: «Собачка ничего себе, шустрая».

## Критика
В нежной акварели его создатель Алексей Дёмин изображает дореволюционный быт, простой народ и угодливого городового, разбирающего тяжбу между мужичком и собакой. Персонажи нарисованы на отдельных листочках бумаги, и такая остроумная полиэкранность формирует пространство для изобретательного и виртуозного монтажа. Всё выдержано в печальном осеннем настроении, отчего просыпается ностальгия по миру чеховской прозы.— рецензент Мария Терещенко

## Создатели фильма
- Режиссёр — Алексей Дёмин
- Сценарий — Алексей Дёмин
- Оператор — Игорь Скидан-Босин
- Аниматоры — Дмитрий Новосёлов, Светлана Зимина, Светлана Андрианова, Наталья Малыгина
- Звукорежиссёр — Виктор Брус
- Музыка — Пётр Гапон, Василий Эбан, Иоганн Штраус
- Продюсер — Тенгиз Семёнов

## Озвучивание
- Игорь Ильинский — Очумелов, полицейский надзиратель / Елдырин, городовой / Хрюкин, золотых дел мастер / Прохор, генеральский повар

## Награды и фестивали
- III Большой фестиваль мультфильмов (2009) — спецприз от прессы[2]
- 31-й Московский международный кинофестиваль (2009) — участие в программе[3]
- V фестиваль OPEN CINEMA — диплом жюри «За уникальный авторский почерк в анимации»[4]
- XVI международный кинофестиваль анимационных фильмов КРОК — диплом «За оригинальную экранизацию классической литературы»[5]
- 13-й Фестиваль визуальных искусств в ВДЦ «Орлёнок»[6] — специальный приз
- Фестиваль «Кинематографический Чехов» (2009) — участие в программе[7]
- Открытый российский фестиваль анимационного кино в Суздале (2009) — приз в номинации «Лучшая режиссура», приз Гильдии критиков и киноведов[8]
- Кинопремия «Ника» (2010) — победитель в номинации «Лучший анимационный фильм»